# Село гори... и тако
Село гори... и тако је српски филм који је настао од трећег циклуса серије Село гори, а баба се чешља. Премијерно је приказан у Сава центру 26. октобар 2009. године.

## Радња
Село гори... и тако је прича о породици и крсној слави, о синовима и очинству, о тајнама које сви знају.

## Улоге
| Глумац             | Улога            |
| ------------------ | ---------------- |
| Радош Бајић        | Радашин          |
| Љиљана Стјепановић | Радојка          |
| Милорад Мандић     | Милашин          |
| Олга Одановић      | Златана          |
| Ненад Окановић     | Драган           |
| Недељко Бајић      | Радослав         |
| Мето Јовановски    | Димче            |
| Мирко Бабић        | Драгојло         |
| Драган Николић     | судија Велибор   |
| Сузана Петричевић  | Цвета            |
| Нада Блам          | Смиљана          |
| Мирољуб Трошић     | Ђода             |
| Гоца Тржан         | Јоргованка       |
| Младен Нелевић     | Крле             |
| Милан Чучиловић    | Др. Милош        |
| Бранко Ђурић       | Начелник Болнице |
| Гордана Лукић      | Жена у болници   |
| Милија Вуковић     | Митар            |
| Тијана Вучетић     | Петројка         |